# José Denoyette
José Denoyette (* 20. November 1937 in Gent; † 12. November 2022 ebenda) war ein belgischer Radrennfahrer und nationaler Meister im Radsport.

## Sportliche Laufbahn
Denoyette war im Bahnradsport und im Straßenradsport aktiv. 1957 siegte er in der Flandern-Rundfahrt für Amateure vor Guillaume Van Tongerloo. Auf der Bahn gewann er in jener Saison den nationalen Titel in der Einerverfolgung. 1958 gewann er bei den Amateuren die Meisterschaft im Zweier-Mannschaftsfahren und erneut den Titel in der Einerverfolgung. Dazu kamen zwei Etappensiege in der Belgien-Rundfahrt für Amateure und der Erfolg im Eintagesrennen Schaal Egide Schoeters.
Von 1959 bis 1966 war er Unabhängiger und Berufsfahrer. Bis auf einige Siege in Kriterien hatte er als Radprofi keine Erfolge. Im Sechstagerennen von Gent wurde er 1958 mit Reginald Arnold Dritter.